# Canton de Rodez-1
Le canton de Rodez-1 est une circonscription électorale française du département de l'Aveyron, créée par le décret du 21 février 2014 et entrée en vigueur lors des élections départementales de 2015.

## Histoire
Un nouveau découpage territorial de l'Aveyron entre en vigueur en mars 2015, défini par le décret du 21 février 2014, en application des lois du 17 mai 2013 (loi organique 2013-402 et loi 2013-403). Les conseillers départementaux sont, à compter de ces élections, élus au scrutin majoritaire binominal mixte. Les électeurs de chaque canton élisent au Conseil départemental, nouvelle appellation du Conseil général, deux membres de sexe différent, qui se présentent en binôme de candidats. Les conseillers départementaux sont élus pour 6 ans au scrutin binominal majoritaire à deux tours, l'accès au second tour nécessitant 12,5 % des inscrits au 1er tour. En outre la totalité des conseillers départementaux est renouvelée. Ce nouveau mode de scrutin nécessite un redécoupage des cantons dont le nombre est divisé par deux avec arrondi à l'unité impaire supérieure. En Aveyron, le nombre de cantons passe ainsi de 46 à 23. Le canton de Rodez-1 fait partie des 21 nouveaux cantons du département, deux cantons conservant leur dénomination (Saint-Affrique et Villefranche-de-Rouergue).

## Représentation
| Période élective | Période élective | Mandat | Mandat   | Identité      | Nuance | Nuance | Qualité |
| ---------------- | ---------------- | ------ | -------- | ------------- | ------ | ------ | --- |
| 2015             | 2021             | 2015   | 2021     | Arnaud Combet |        | DVG    | Principal de collège puis proviseur de lycée Adjoint au maire de Rodez                                                 |
| 2015             | 2021             | 2015   | 2021     | Sarah Vidal   |        | DVG    | Ancienne chargée de mission aux relations avec le Parlement - Cabinet de Mme Ségolène Royal Adjointe au maire de Rodez |
| 2021             | 2028             | 2021   | en cours | Arnaud Combet |        | DVG    | Conseiller sortant |
| 2021             | 2028             | 2021   | en cours | Sarah Vidal   |        | DVG    | Conseillère sortante                                                                                                   |

### Résultats détaillés

#### Élections de mars 2015
À l'issue du 1er tour des élections départementales de 2015, deux binômes sont en ballottage : Arnaud Combet et Sarah Vidal (PS, 28,84 %) et Isabelle Sudre et Jean-François Theron (Union de la Droite, 26,08 %). Le taux de participation est de 51,08 % (3 408 votants sur 6 672 inscrits) contre 59,71 % au niveau départemental et 50,17 % au niveau national.
Au second tour, Arnaud Combet et Sarah Vidal (PS) sont élus avec 51,74 % des suffrages exprimés et un taux de participation de 48,26 % (1 446 voix pour 3 220 votants et 6 672 inscrits).

#### Élections de juin 2021
Le premier tour des élections départementales de 2021 est marqué par un très faible taux de participation (33,26 % au niveau national). Dans le canton de Rodez-1, ce taux de participation est de 31,85 % (2 139 votants sur 6 716 inscrits) contre 43,28 % au niveau départemental. À l'issue de ce premier tour, deux binômes sont en ballottage : Arnaud Combet et Sarah Vidal (Union à gauche, 46,77 %) et Lisa Frayssinhes et Matthieu Lebrun (Union à gauche avec des écologistes, 27,92 %).
Le second tour des élections est marqué une nouvelle fois par une abstention massive équivalente au premier tour. Les taux de participation sont de 34,3 % au niveau national, 39,56 % dans le département et 30,91 % dans le canton de Rodez-1. Arnaud Combet et Sarah Vidal (Union à gauche) sont élus avec 64,11 % des suffrages exprimés (1 161 voix pour 2 077 votants et 6 719 inscrits),,.

## Composition
| Nom                           | Code Insee | Intercommunalité       | Superficie (km2) | Population (dernière pop. légale)                | Densité (hab./km2) | Modifier                                    |
| ----------------------------- | ---------- | ---------------------- | ---------------- | ------------------------------------------------ | ------------------ | ------------------------------------------- |
| Rodez (bureau centralisateur) | 12202      | CA Rodez Agglomération | 11,18            | Fraction : 12 069 (2022) Commune : 24 136 (2022) | 2 159              | modifier les données · modifier les données |
| Canton de Rodez-1             | 1216       |                        |                  | 12 069 (2022)                                    |                    | modifier les données                        |

Le canton de Rodez-1 comprend la partie de la commune de Rodez située à l'ouest et au sud d'une ligne définie par l'axe des voies et limites suivantes : depuis la limite territoriale de la commune de Druelle, routes départementales 994 et 840, avenue de la Gineste, giratoire de Saint-Félix, avenue de la Gineste entre le giratoire Saint-Félix et le carrefour Saint-Eloi, avenue du Maréchal-Joffre, avenue de Paris, avenue Durand-de-Gros, avenue Tarayre, rue Béteille, avenue Victor-Hugo, avenue Amans-Rodat, avenue de Toulouse, rond-point de la Mouline, route de la Mouline, jusqu'à la limite territoriale de la commune d'Olemps.

## Démographie
En 2022, le canton comptait 12 069 habitants, en évolution de +4,32 % par rapport à 2016 (Aveyron : +0,37 %, France hors Mayotte : +2,11 %).
| 2013   | 2018   | 2022   |
| ------ | ------ | ------ |
| 11 577 | 12 010 | 12 069 |